# La Villeneuve-Bellenoye-et-la-Maize
La Villeneuve-Bellenoye-et-la-Maize település Franciaországban, Haute-Saône megyében. Lakosainak száma 155 fő (2022. január 1.). La Villeneuve-Bellenoye-et-la-Maize Meurcourt, Colombier, Mailleroncourt-Charette, Neurey-en-Vaux, Saulx, Vellefrie és Vilory községekkel határos.

## Népesség
A település népességének változása:
| Lakosok száma | 135  | 137  | 140  | 139  | 139  | 140  | 146  | 150  | 155  |
|               | 2013 | 2015 | 2016 | 2017 | 2018 | 2019 | 2020 | 2021 | 2022 |